# Bernard Salomon
Bernard Salomon (Lyon, ca. 1506 - aldaar, 19 oktober 1559) was een Franse maniëristisch graveur en kunstschilder. Hij illustreerde onder andere de Bijbel, embleemboeken, wetenschappelijke werken en literaire werken.

## Levensloop
Over zijn jeugd en opleiding is vrijwel niets bekend. Omdat er in de Rhônestreek veel graveurs waren, wordt verondersteld dat hij bij een of meerderen van hen in de leer is geweest; waarschijnlijk ook bij Jean Cousin (1500 - 1593).
Salomon trouwde met Anne Marmot, het echtpaar kreeg twee kinderen: een dochter Antoinette Salomon en een zoon Jean Salomon. Later trouwde hij met Louise Missilieu.
Hij voelde zich thuis in de kringen van het Renaissance-humanisme in Lyon en werkte samen met de vertegenwoordigers van deze levensbeschouwing.

## Loopbaan
Zijn naam wordt, in 1540, voor het eerst genoemd bij de intocht van kardinaal d' Este in Lyon.
Hij kreeg opdrachten uit de hoogste en voorname kringen in die tijd. Onder andere in 1540 de decoraties voor Ippolito II d'Este, de kardinaal van Lyon van 1539 - 1551, in 1548 van Hendrik II van Frankrijk en in 1559 van Jacques d' Albon, Seigneur de Saint André. Hij werkte nog het meest voor uitgever Jean de Tournes om boeken te illustreren waaronder La Sainte Bible uit 1547 en werken van Ovidius.
Hij werd geïnspireerd door de School van Fontainebleau en zijn werk vond veel navolging onder zijn tijdgenoten.
Zijn werk als kunstschilder bestond uit het decoreren in Italiaanse stijl van gevels en entrees. Hij gaf leiding
bij de totstandkoming van schilderijen: ter gelegenheid van de inauguratie van Hendrik II van Frankrijk en ter gelegenheid van de feesten bij het verdrag van Cateau-Cambrésis.
Salomons werk als graveur was veel belangrijker, hij had een aantal graveurs in dienst om de vele opdrachten te kunnen voltooien.
Uitgever Jean de Tournes hechtte veel belang aan illustraties in een tijd waarin veel van zijn klanten nog niet voldoende vaardigheid hadden om vlot te lezen.
De moderne boekdrukkunst ontwikkelde zich en hierbij vormde de grote vaardigheid van Salomon een belangrijke bijdrage. Met zijn geheel eigen stijl beïnvloedde hij andere kunstenaars uit zijn tijd.

## Oeuvre[1]
Iconografie
- Illustrations de La Métamorphose d'Ovide figurée, 1557
- Le Triomphe de la Chasteté, ontwerper

Gemengde techniek
- Figures du Nouveau Testament, 1579, Illustraties
- Figure del Nuovo Testamento, 1577, Illustraties
- Wol gerissnen und geschnidten Figuren ausz der Neuwen Testament, 1564, Illustraties
- Figures du Nouveau Testament [avec les sixains de Charles Fontaine], 1563, Illustraties
- La Bible, qui est toute la sainte Escriture, à savoir le Vieil & Nouveau Testament, 1561, Illustraties
- Hymnes du temps et de ses parties, 1560, Illustraties
- Quadrins historiques de la Bible. Revuz et augmentez d'un grand nombre de figures, 1560, Graveur
- Figures du Nouveau Testament, 1559, Illustraties
- Figure del Nuovo Testamento, 1559, Illustraties
- Quadrins historiques de la Bible, 1558, Illustraties
- Historiarum memorabilium ex Exodo descriptio, per Gulielmum Borluyt, 1558, Illustraties
- Historiarum memorabilium ex Genesi descriptio, per Gulielmum Paradinum, 1558, Illustraties
- Figures du Nouveau Testament, 1558, Illustraties
- La Sainte Bible, 1557, Illustraties
- Ghesneden figueren vuyten Nieuvven Testamente, 1557, Illustraties
- Ghesneden figueren vuyten Ouden Testamente naer tleuene met huerlier bedietsele. Duer Guilliame Borluyt..., 1557, Graveur
- Bernard Salomon. Recueil de vignettes gravées sur bois, 1556
- Figures du Nouveau Testament, 1556, Illustraties
- Figure del Nuovo Testamento, 1554, Illustraties
- Figure del Vecchio Testamento, 1554, Illustraties
- Les Figures du Nouveau Testament, 1554, Illustraties
- La Sainte Bible, 1554, Illustraties
- Quadernos ystoricos de la Biblia, 1553, Illustraties
- Quadrins historiques de la Bible, 1553, Illustraties
- La Sainte Bible, 1553, Illustraties
- Le Nouveau Testament de Nostre Seigneur Jesus Christ, 1553, Illustraties
- Quadrins historiques d'Exode, 1553, Illustraties
- De Architectura, Marcus Vitruvius Pollio, Guillaume Philander, 1552
- Clarissimi viri D. Andreae Alciati emblematum libri duo., 1547, Illustraties

Tekstueel
- Bernard Salomon, peintre et tailleur d'histoires, 1969
- Figure del Nuovo Testamento, 1577, Illustraties
- Figure del Nuovo Testamento, 1559, Illustraties
- La vita et metamorfoseo d'Ovidio, 1559, Illustraties
- Excellente figueren ghesneden vuyten uppersten poëte Ovidius, vuyt vyfthien boucken der veranderinghen met huerlier bedietsele, duer Guilliaume Borluit, burgher der stede van Ghendt, 1557, Illustraties
- Quadrins historiques de la Bible, 1555, Illustraties
- Saulsaye, 1547, Illustraties

Cartografie
- llustrations de Epitome de la corographie d'Europe, Guillaume Guéroult, 1553, bijdragen (vermoedelijke auteur): La ville de Tours; La ville de Lyon; Tyvel

## Afbeeldingen

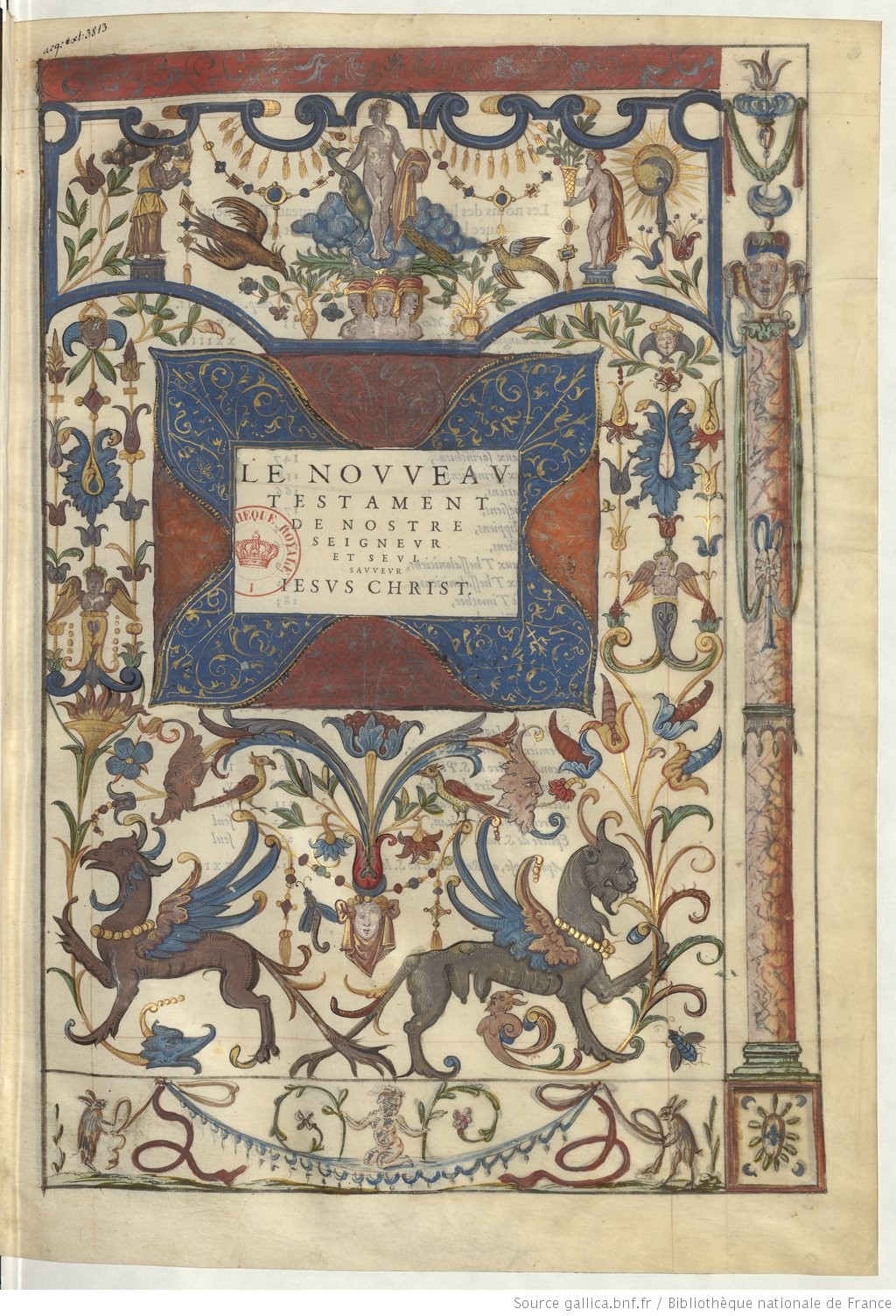
La Sainte Bible, 1547, Jean de Tournes
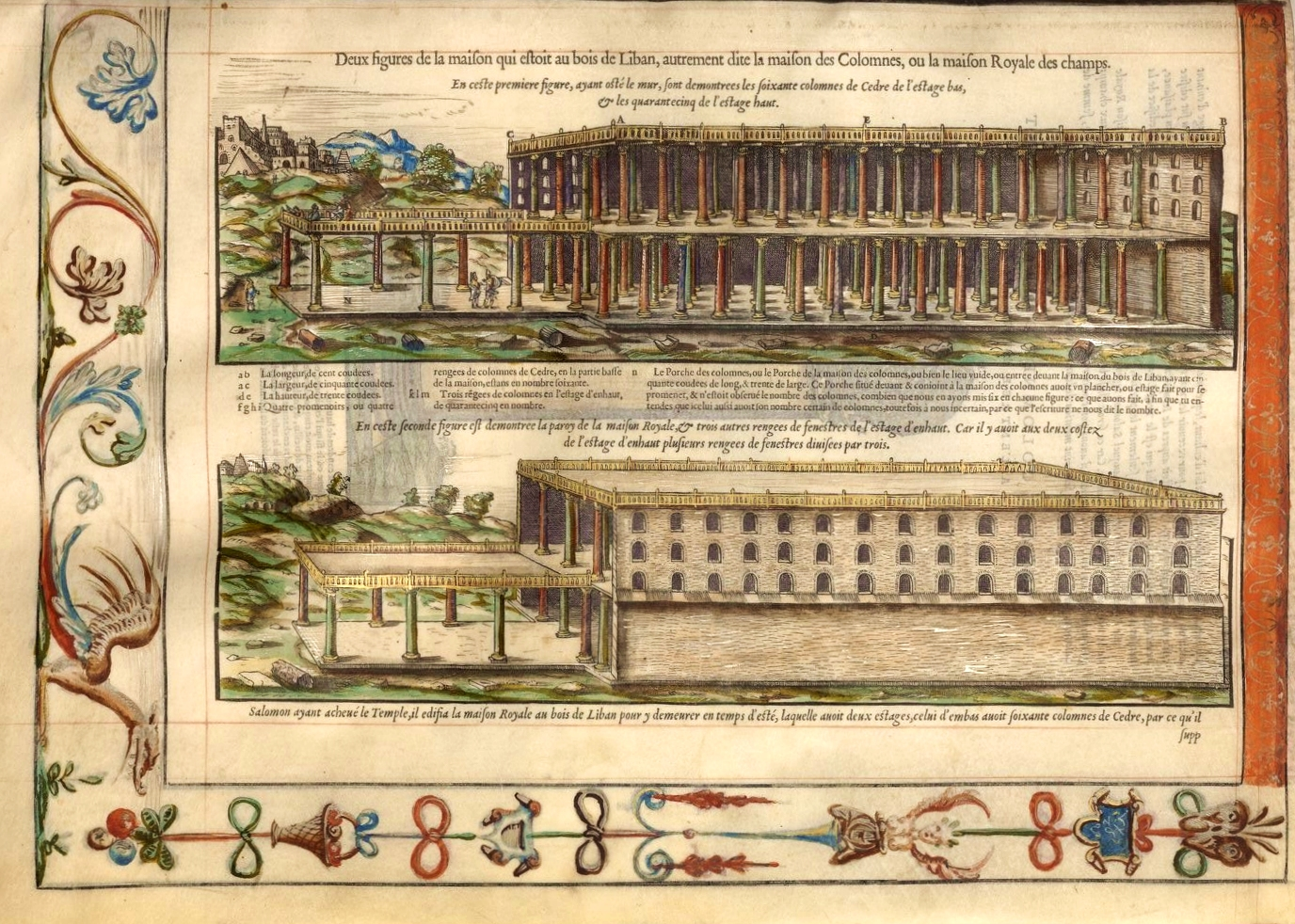
La Sainte Bible paleis van Salomo 1547
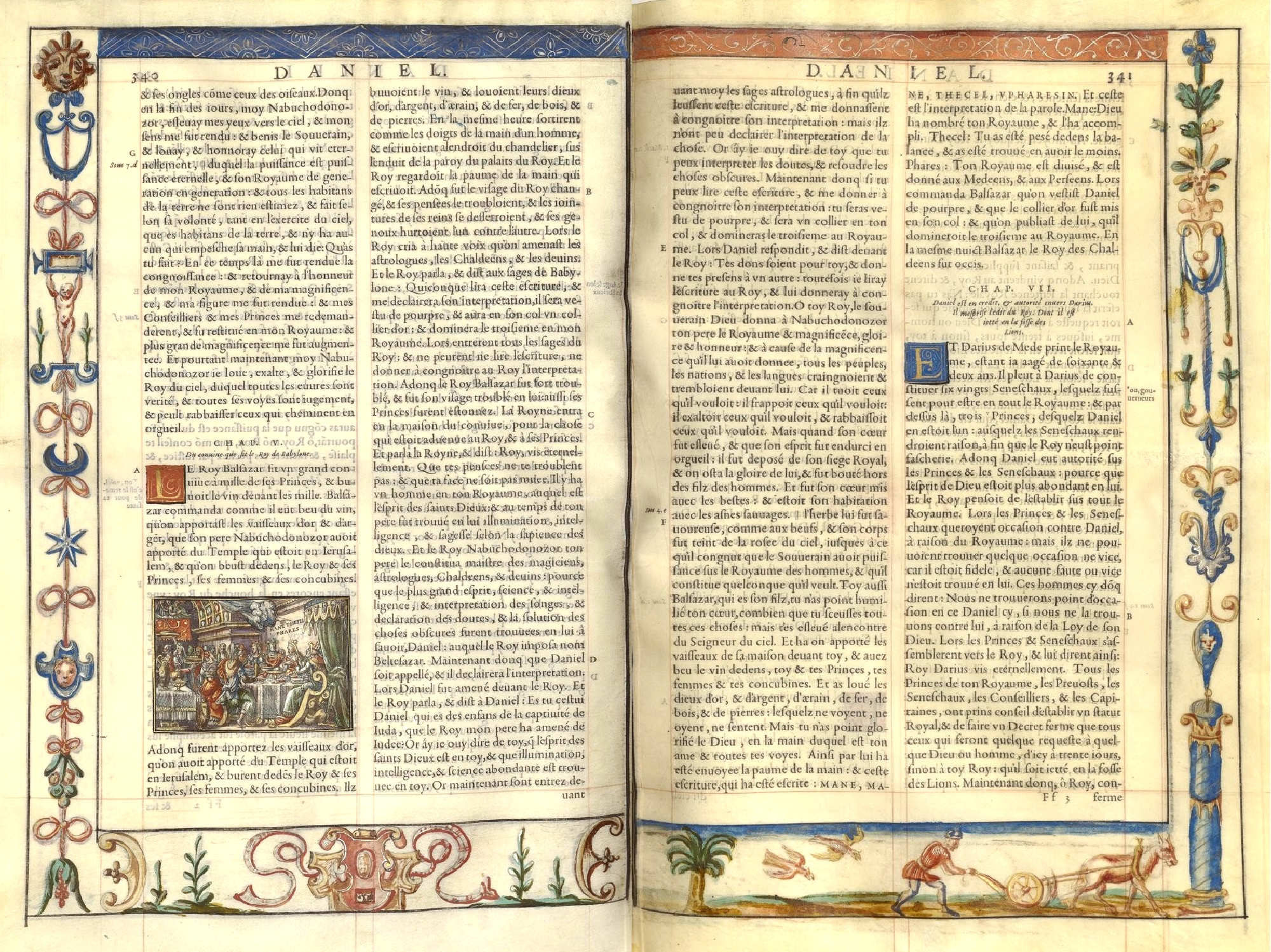
La Sainte Bible Daniel 1547
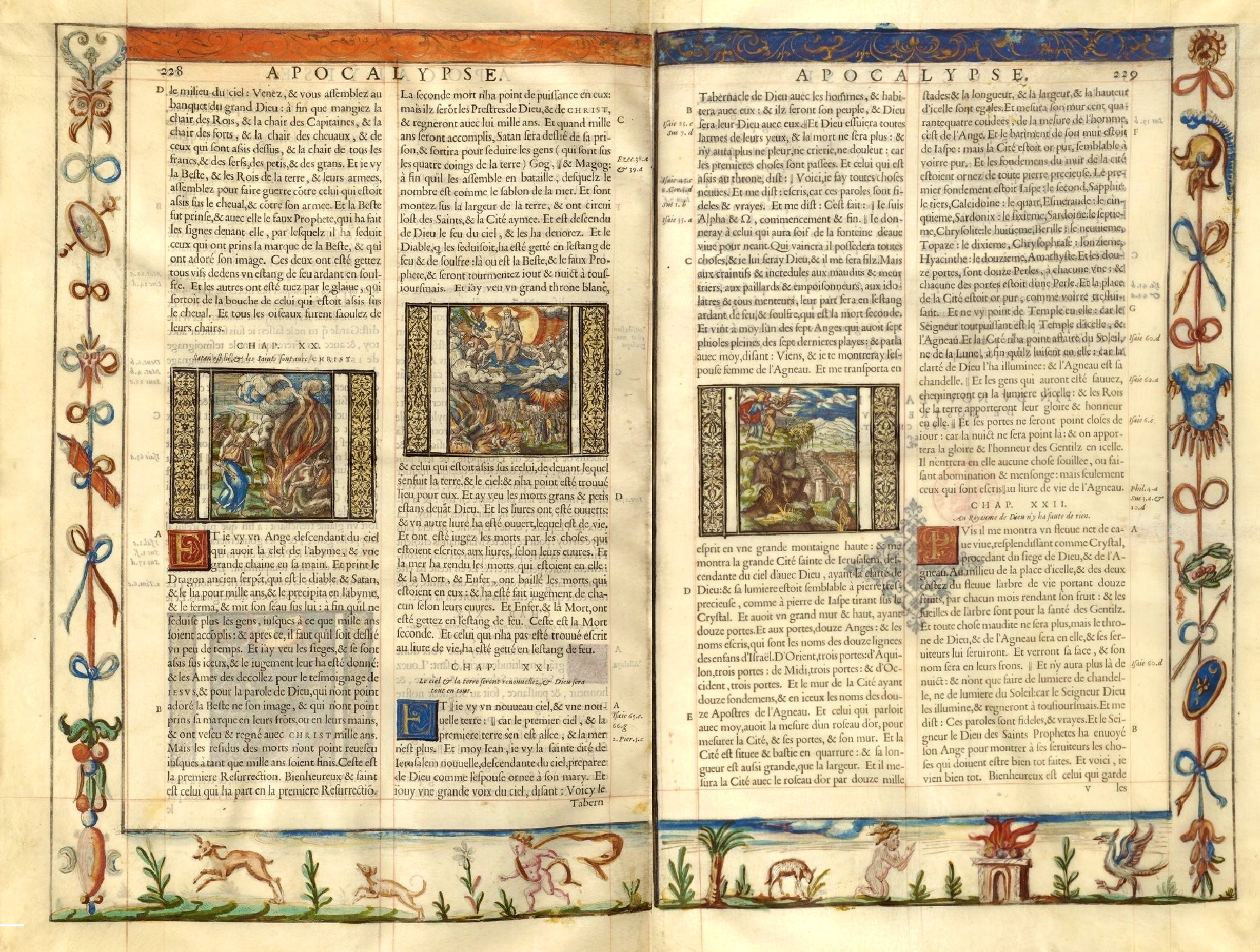
La Sainte Bible openbaring 1547
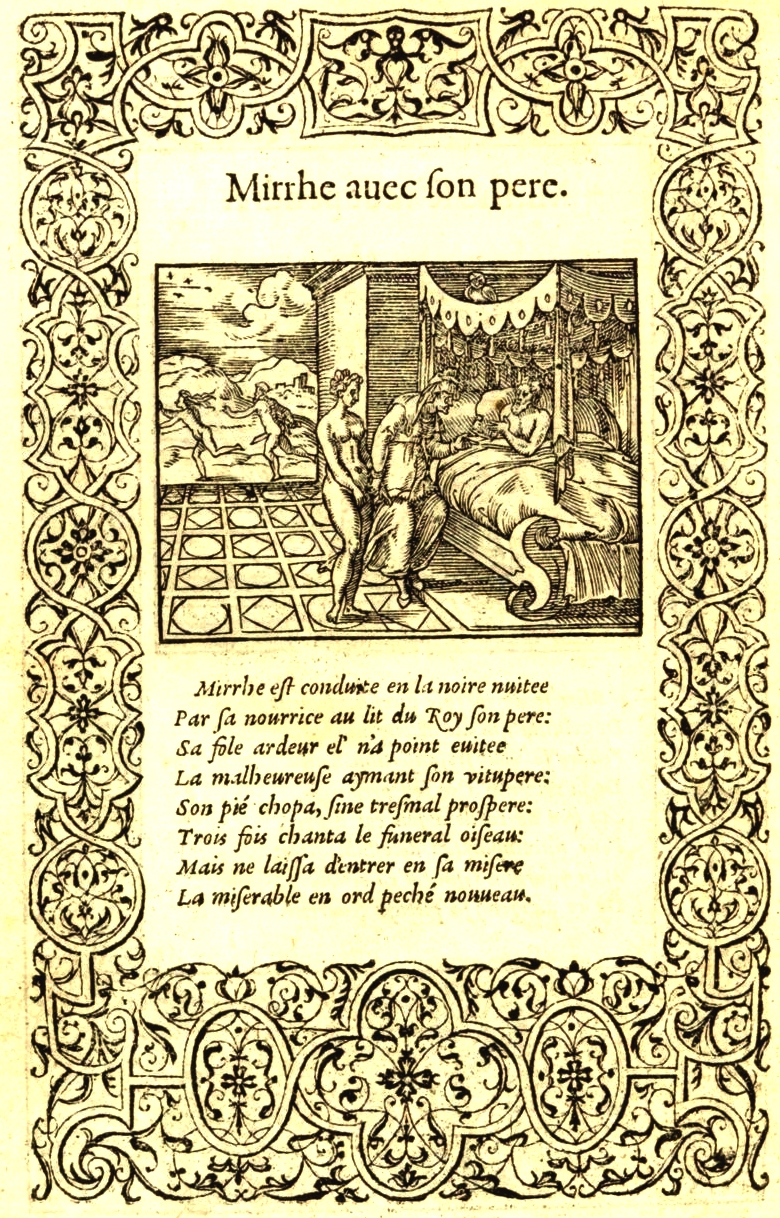
La métamorphose d'Ovide figurée Myrrha en haar vader 1557
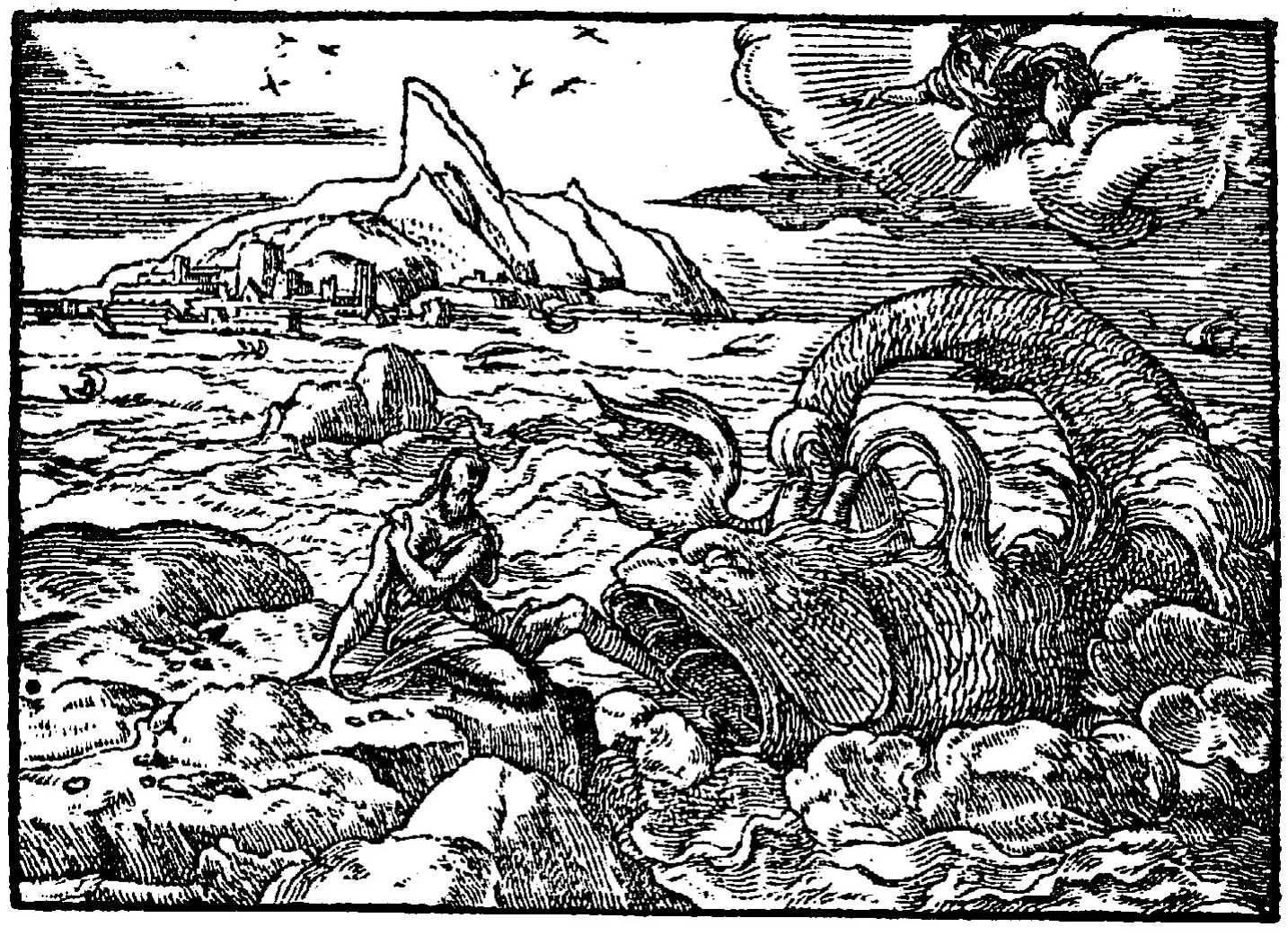
Figure del Vecchio Testamento Jona en de vis 1554
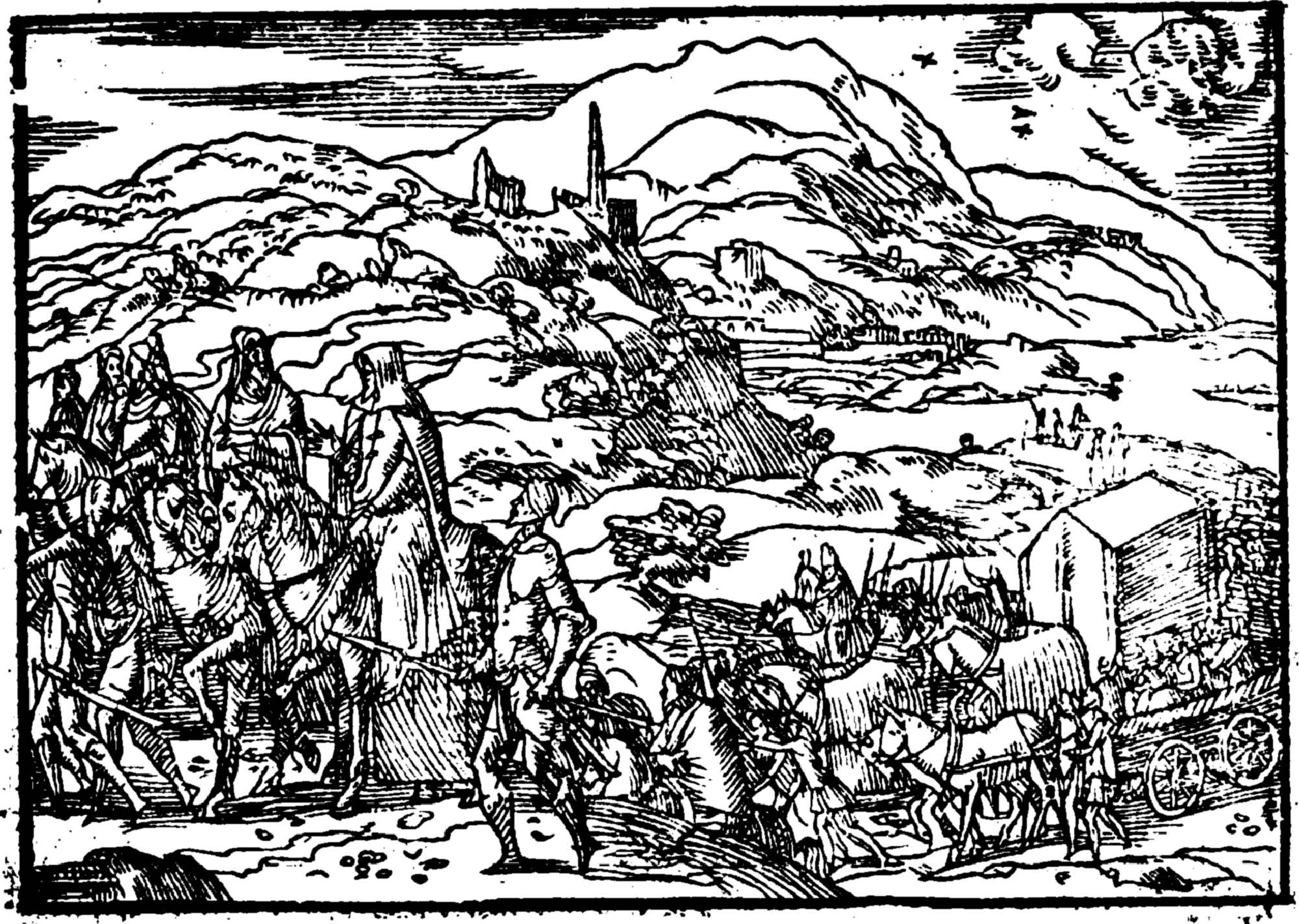
Historium memorabilium uittocht uit Egypte 1558
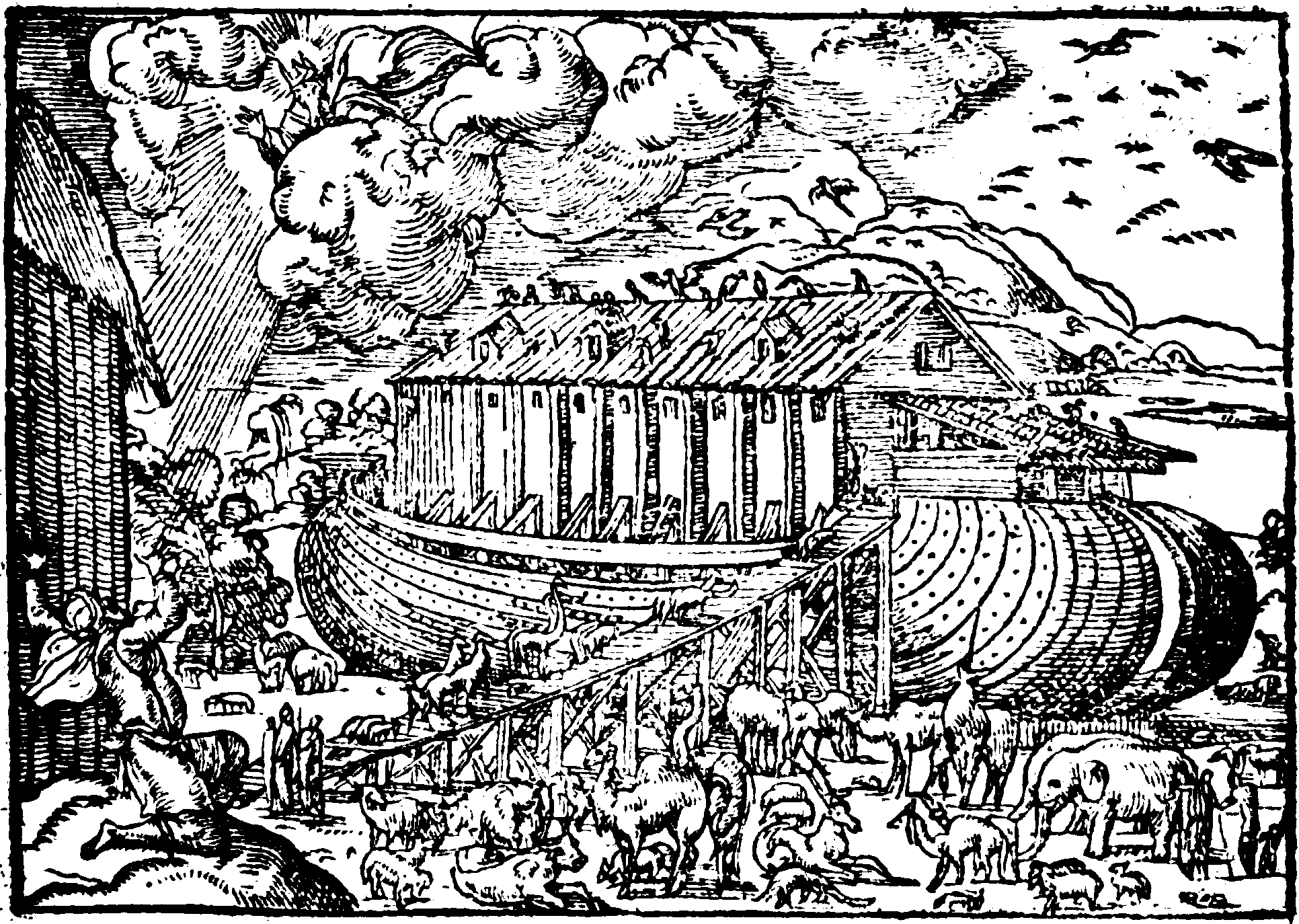
Historium memorabilium ark van Noach 1558
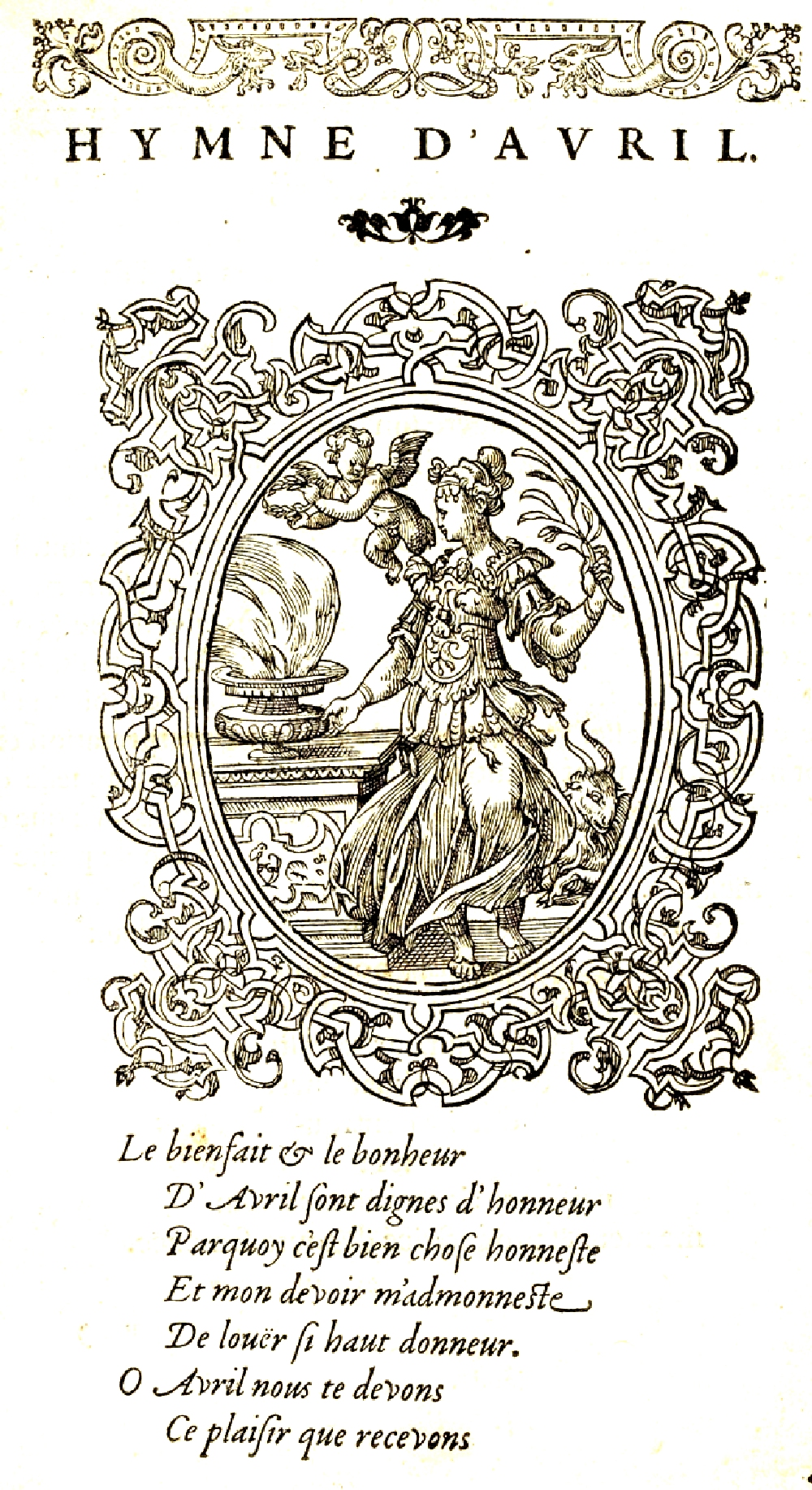
Hymnes du temps et de ses parties 1560 april
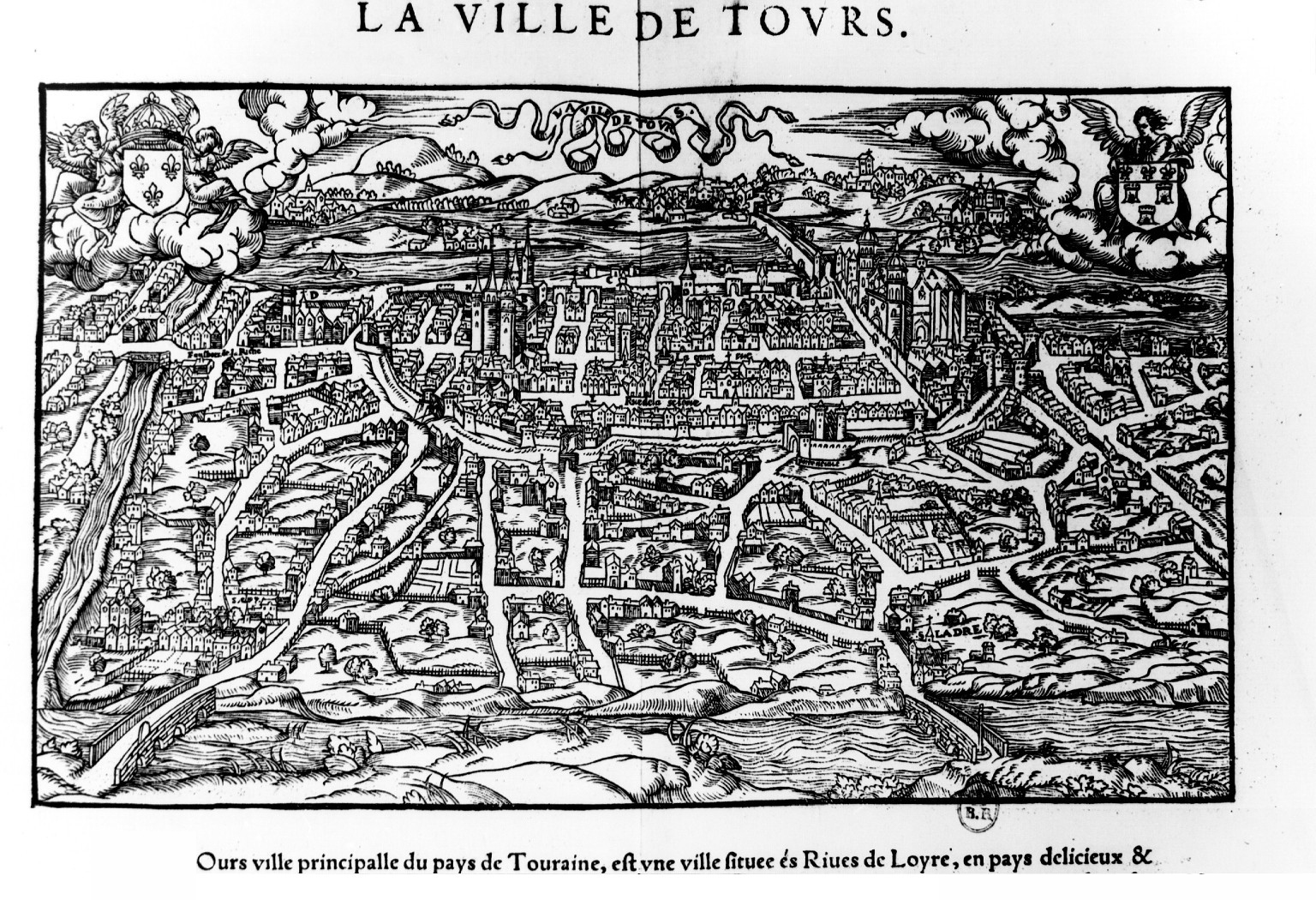
La Ville de Tour Illustrations de Epitome de la Europe Guéroult Guillaume
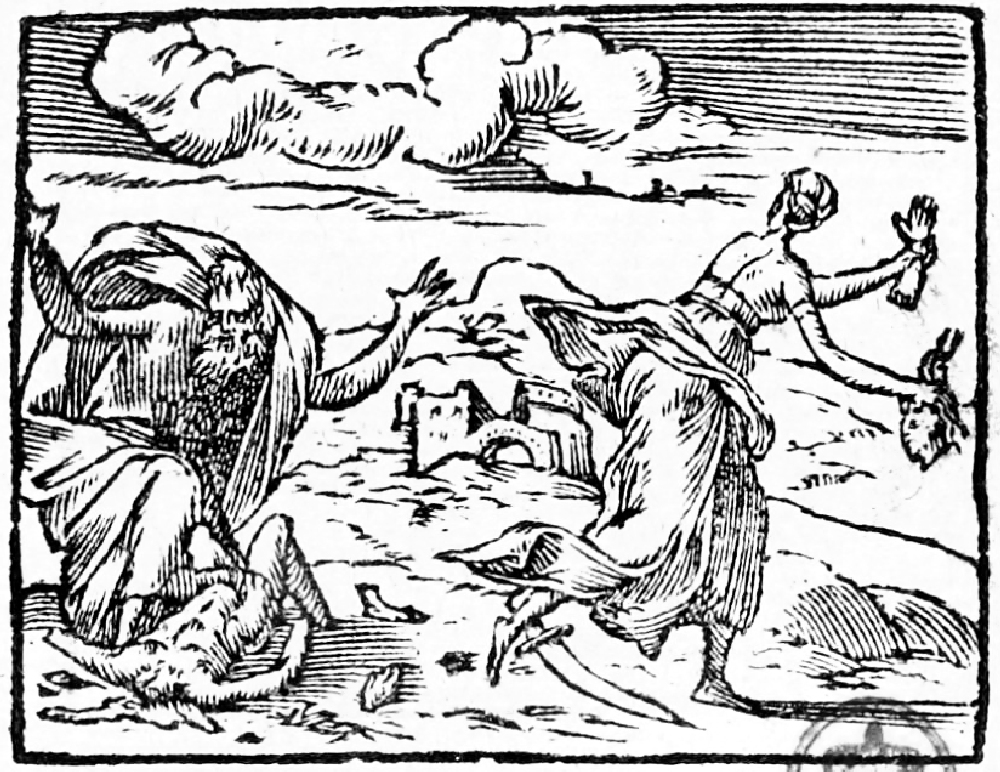
Picta poesis AneauBarthélemy pag 66 1552
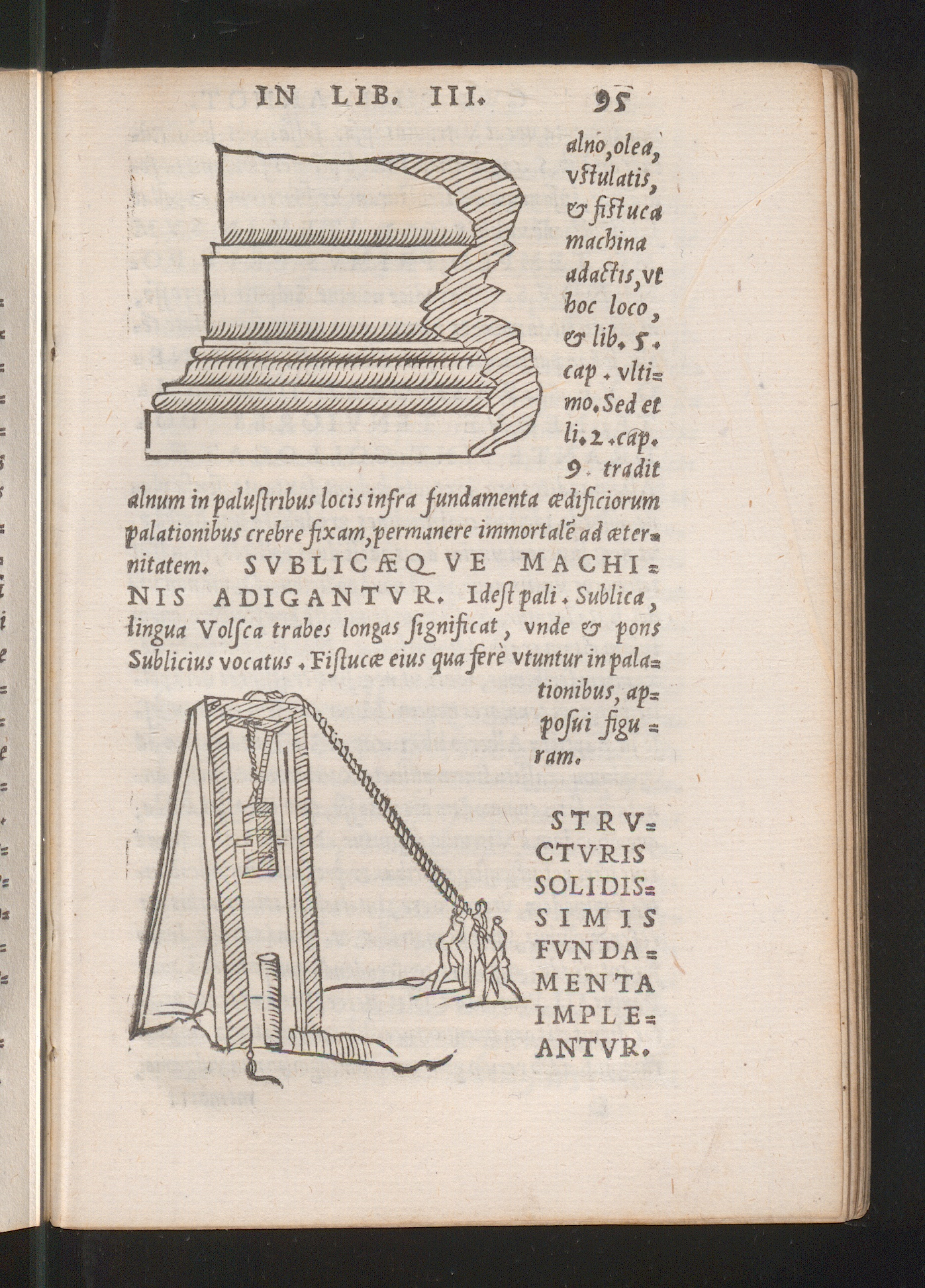
Vitruvius deel 3 pag 95
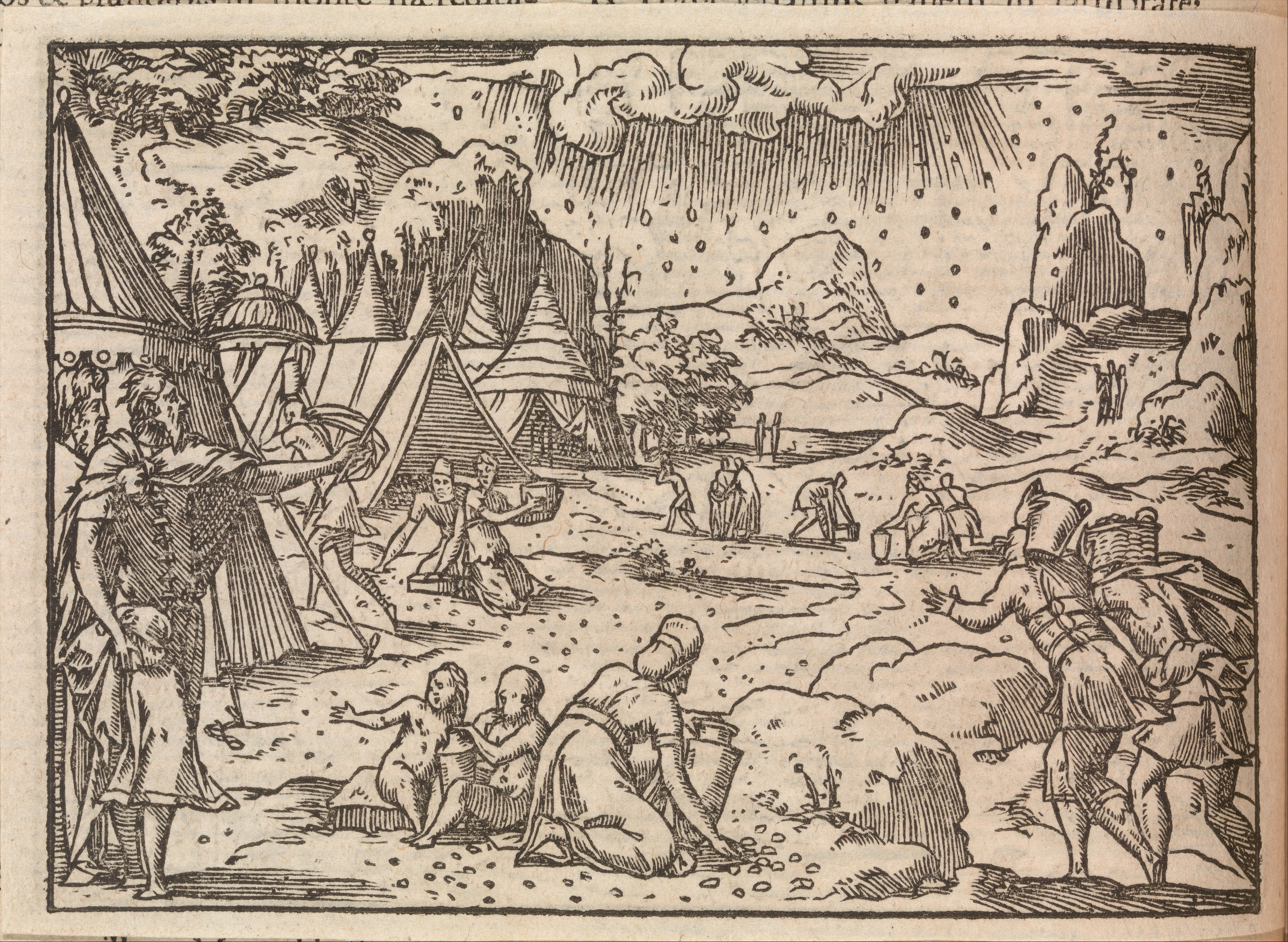
La Sainte Bible
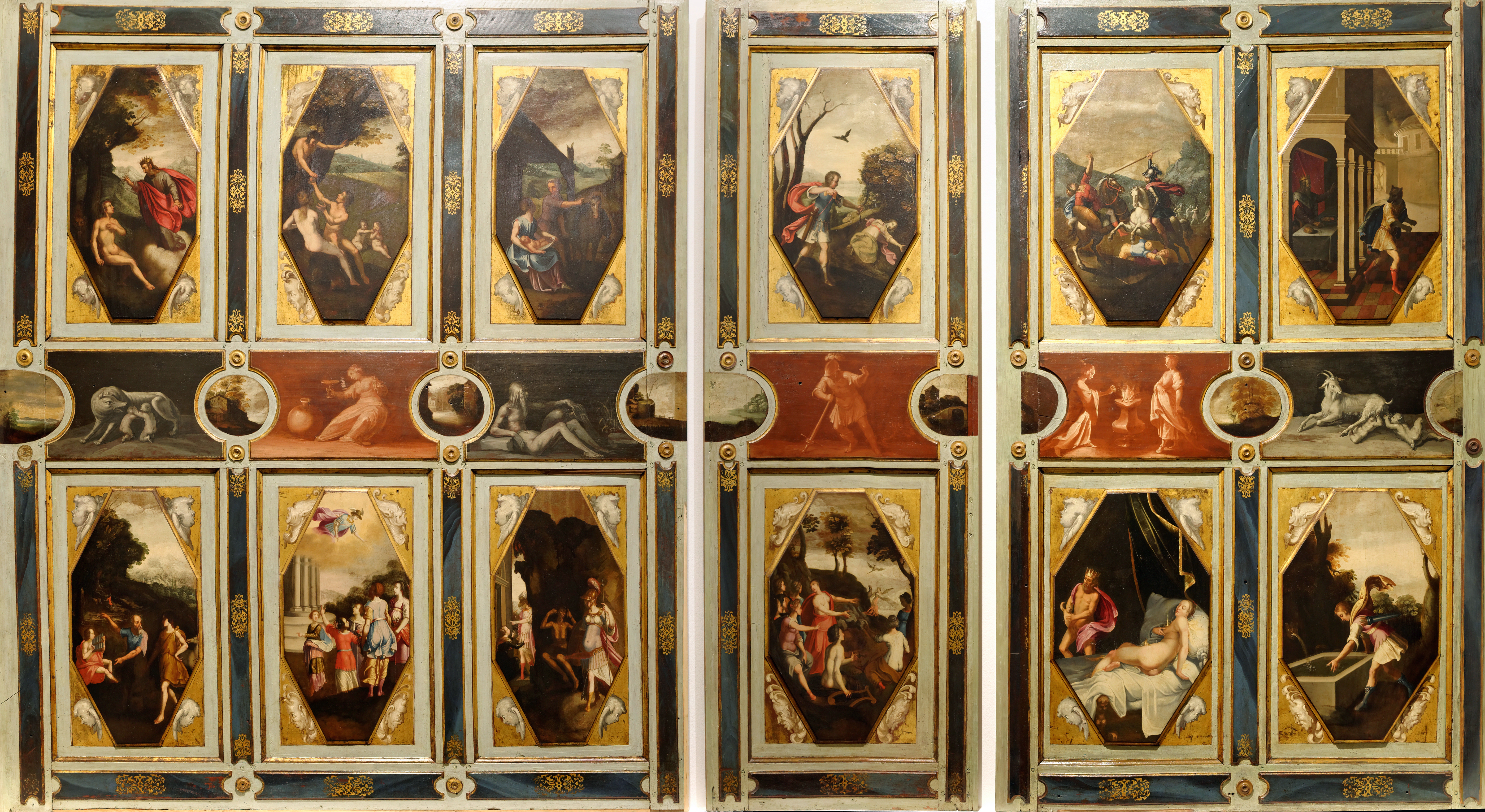
Houtsnede naar les Métamorphoses
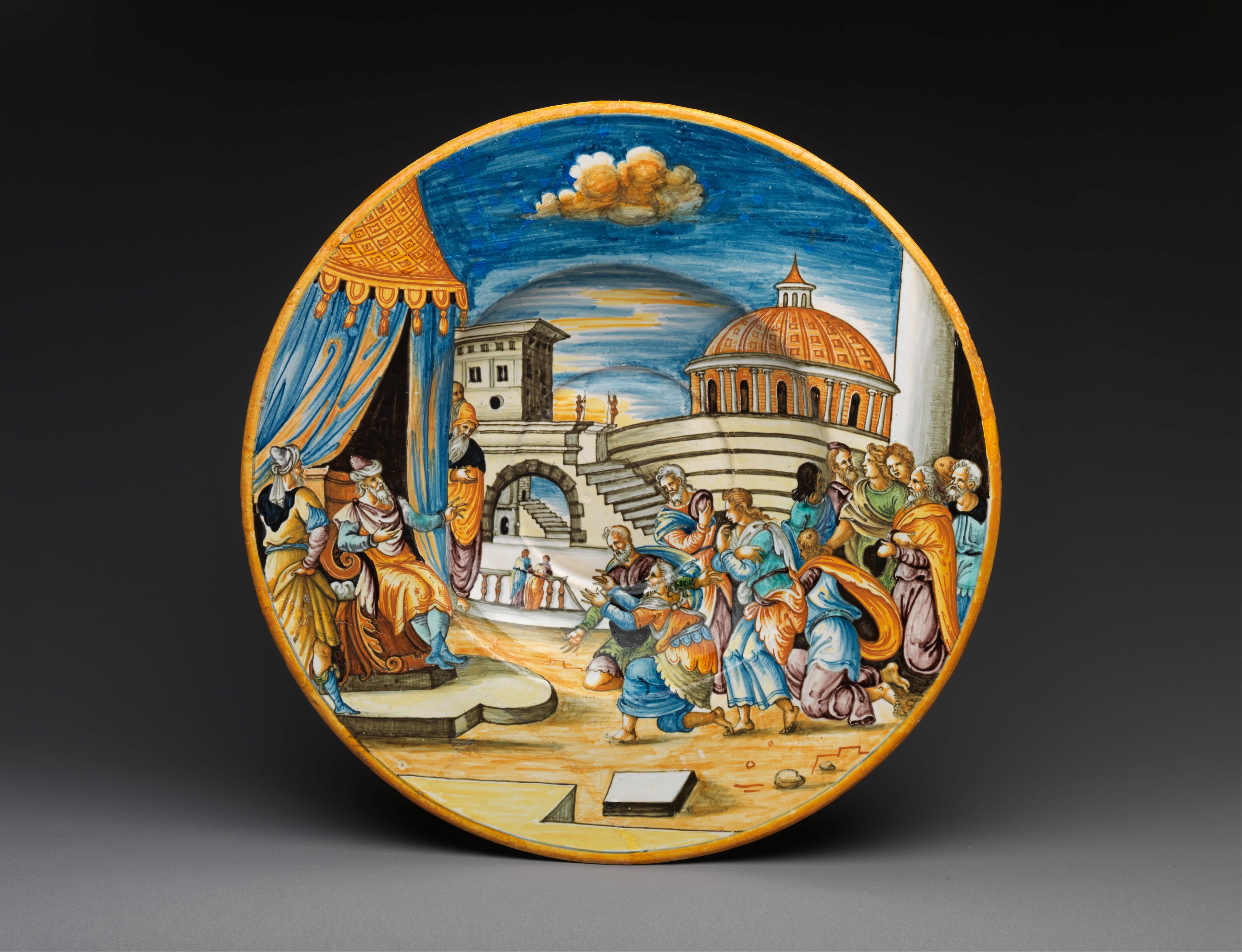
schotel met Jozef en zijn broeders